# Швидкісний трамвай на Троєщині
Швидкісний трамвай на Троєщині — лівобережна лінія Київського швидкісного трамвая. Розташована у лівобережній частині Києва. Відкрита 26 травня 2000 року. Лінією пролягають трамвайні маршрути № 4 і № 5.

## Історія

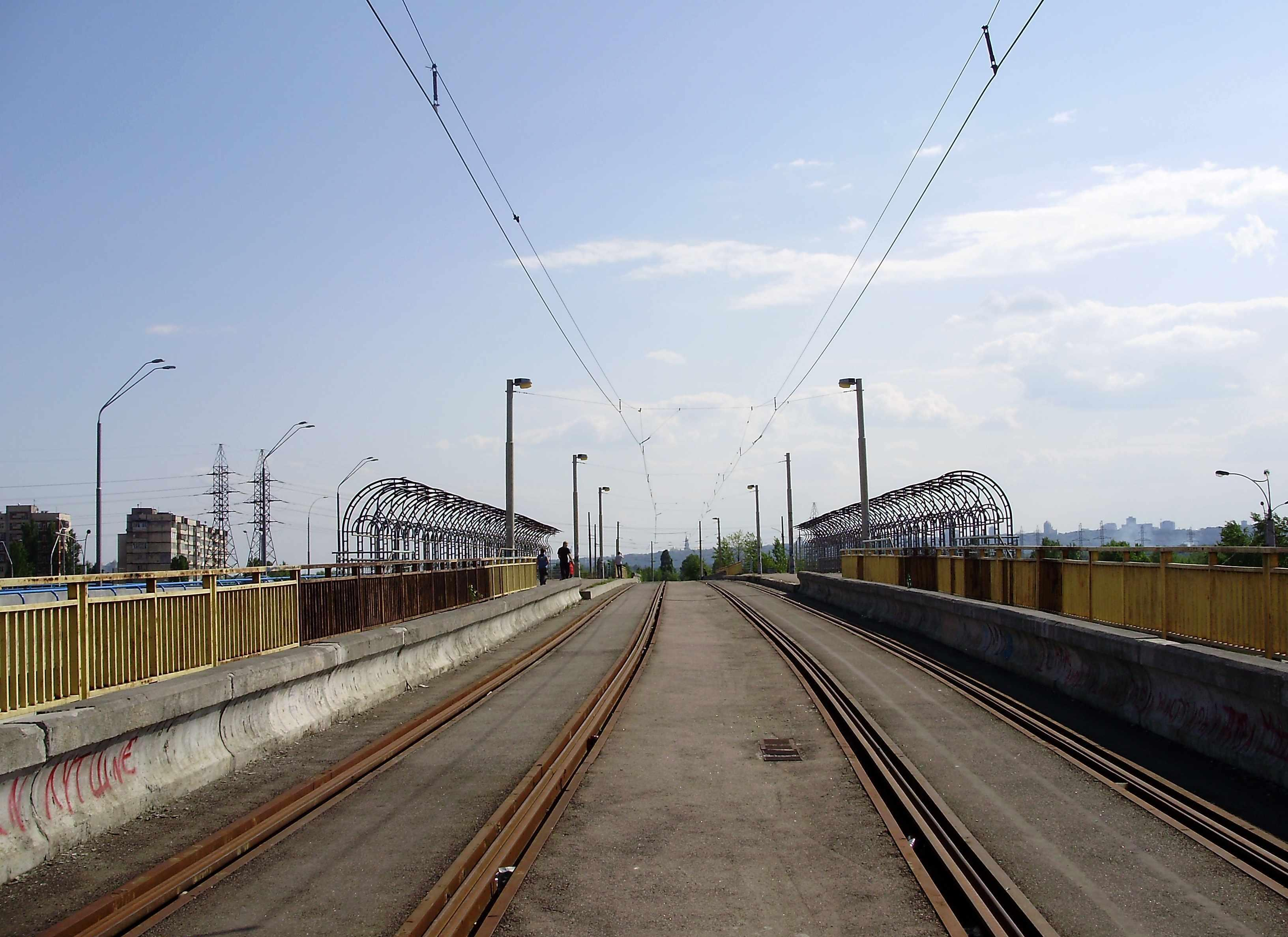
Станція «Романа Шухевича»

На місці сучасної лінії у 1970—1980-х роках передбачалося будівництво Лівобережної лінії Київського метрополітену. Спочатку планувалось, що вона з'єднає житлові масиви лівобережжя від Вигурівщини-Троєщини до Позняків, буде мати пересадки на залізничні станції Городня, Київ-Дніпровський та на станції метро   «Лівобережна» Святошинсько-Броварської лінії Київського метрополітену та   «Позняки» Сирецько-Печерської лінії.
Будівництво почалося у 1993 році. Біля сучасної станції «Каштанова» на Троєщині було утворено штаб будівництва, завезено рейки. Укладання рейок здійснювалась будівельною компанією «Південзахідтрансбуд». Спорудження лінії швидкісного трамвая передбачало будівництво шляхопроводів. З них три (що знаходяться відповідно над станціями «Рональда Рейгана», «Сержа Лифаря» та «Олександри Екстер») за проєктом мали бути абсолютно однаковими. Найшвидше було збудовано шляхопровід біля станції «Сержа Лифаря», який було відкрито для пішоходів та автотранспорту у 1995 році. Решта ж добудовувалися вкрай повільно. Усі шляхопроводи мають 6 смуг для руху автотранспорту (по три у кожному напрямку) та дві доріжки для пішоходів. Шляхопровід біля станції «Каштанова» відрізняється від трьох інших тим, що є винятково пішохідним, і, відповідно, значно вужчим. Останнім було збудовано шляхопровід, безпосередньо на якому розташована станція «Романа Шухевича». Згодом поруч також було збудовано додаткову естакаду для виїзду з проспекту Романа Шухевича на вулицю Оноре де Бальзака.
У 1999 році Київською міською адміністрацією було дано розпорядження добудувати лінію до Дня Києва 2000 року. Добудувати лінію до станції метро «Лівобережна» вчасно не вдалося (на той час будівельні роботи навіть на Троєщині ще не були завершені, не було збудовано міст над проспектом Романа Шухевича), пізніше було прийнято рішення про скорочення пускової дільниці майже вдвічі, від станції «Милославська» до станції «Генерала Ватутіна» (нині — Романа Шухевича). Лінія все ж таки була відкрита на День Києва, 26 травня 2000 року. Спорудження запланованої дільниці до станції метро   «Лівобережна» так і не було розпочате.

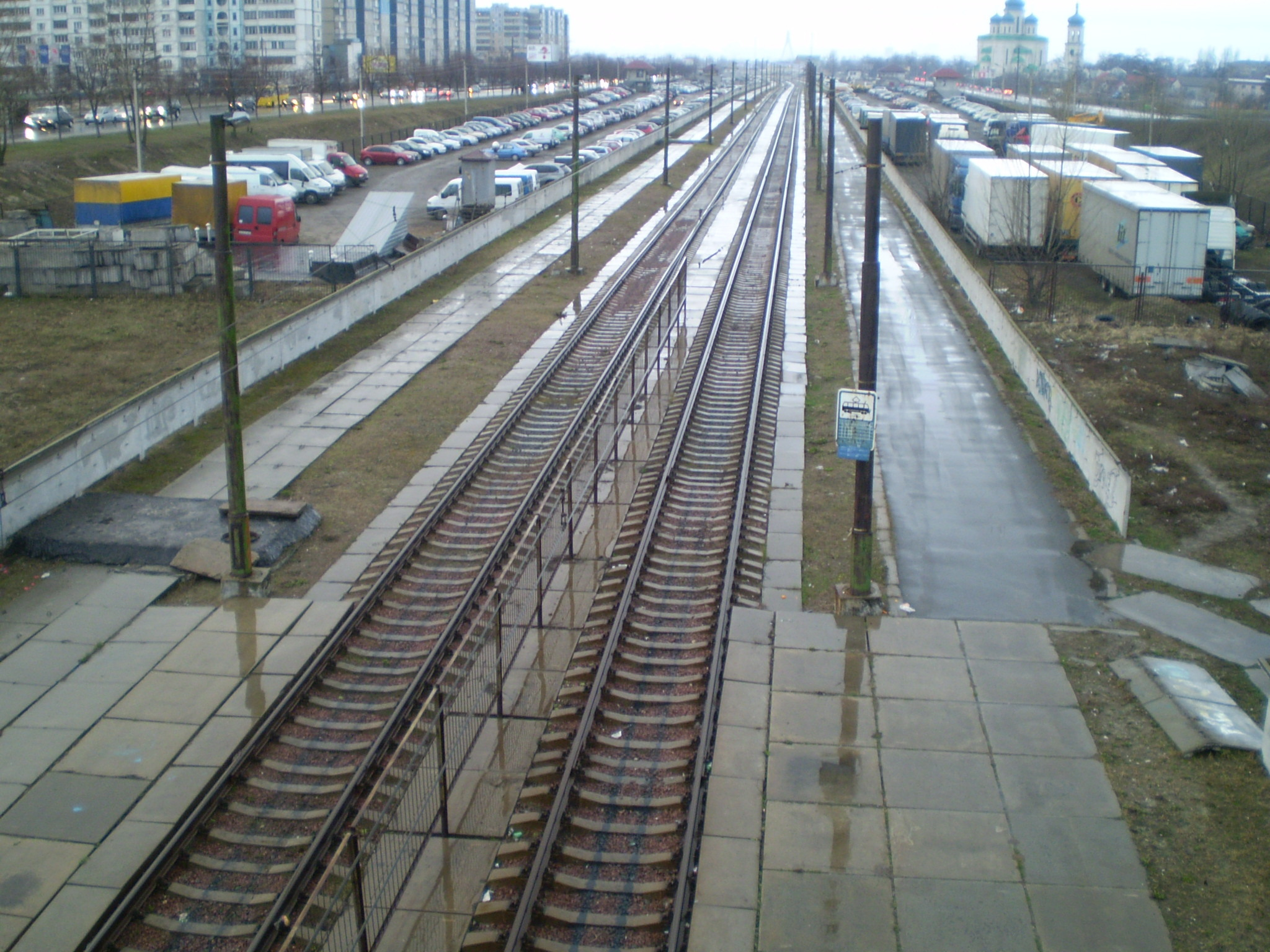
Лінія швидкісного трамвая на Троєщині

Трамвай, що курсував лінією, отримав № 2. З 1 серпня 2000 року його маршрут було продовжено до зупинки звичайного трамвая «Вулиця Олександра Сабурова» (нині — Вулиця Сержа Лифаря). Старим маршрутом певний час ще курсував трамвай № 2-К (короткий). цією лінією трамваї курсували лише до 18:00, а у вихідні — до 15:00, при цьому інтервал руху трамваїв сягав 30 хвилин та більше.
Маршрут був збитковим і непотрібним, бо пролягав у межах одного масиву, тому 1 січня 2009 року його був закритий. Початково планувалося, що у майбутньому, замість Лівобережного швидкісного трамвая, на його місці буде прокладена Лівобережна лінія Київського метрополітену. У 2010 році міська влада вирішила відкласти спорудження метро та продовжити трамвайну лінію до станції міської електрички, проте здійсненню цих планів заважав водозабір, три водоводи та гаражний кооператив. Тому тривалий час роботи просувались досить повільно, і зрештою було вирішено трамвайну лінію до платформи «Троєщина» не будувати, а створити новий вузол пересадки з трамвая на міську електричку. Лише на початку 2012 року було розібрано розворотне кільце за станцією «Романа Шухевича» та почалось прокладання колій до нової залізничної платформи, спорудження якої розпочалося одночасно з подовженням трамвайної лінії.
24 жовтня 2012 року, після проведеної реконструкції, пасажирський рух лінією було відновлено, лінію було подовжено до новозбудованої залізничної платформи «Троєщина ІІ» (нині — Райдужний) міської електрички. Були відкриті два маршрути — № 4, який став суто швидкісним і пролягає лише вулицею Оноре де Бальзака до станції «Милославська», та № 5, що курсує вулицями Оноре де Бальзака, Милославською та Миколи Закревського до зупинки «Вулиця Сержа Лифаря», яка розташована на перетині однойменної вулиці з вулицею Миколи Закревського. З трамваїв маршруту № 5 є існує можливість здійснити пересадку на трамвайні маршрути № 28, 33 та 35.
У 2018—2024 років були перейменовані станції: «Марини Цвєтаєвої» на «Олександри Екстер», «Олександра Сабурова» на «Сержа Лифаря», «Теодора Драйзера» на «Рональда Рейгана», «Генерала Ватутіна» на «Романа Шухевича» і «Троєщина-2» на «Райдужний».

## Інфраструктура
Станом на початок 2015 року Лівобережна лінія швидкісного трамваю налічує 7 станцій та недобудований пункт технічного обслуговування. Лінія повністю відділена від проїзної частини (відгороджена парканом), що унеможливлює перешкоди на шляху вагонів, тобто повністю відповідає стандартам швидкісного трамваю і придатна до експлуатації.
На всіх станціях лінії встановлені турнікети для оплати проїзду. У трамваї маршруту № 5, який також курсує по нешвидкісній ділянці лінії, встановлені спеціальні електронні компостери.

## Перспективи
Наразі, після перенесення майбутньої траси Подільсько-Вигурівської лінії Київського метрополітену з вулиці Оноре де Бальзака (нині — місце проходження Лівобережної лінії швидкісного трамвая) на проспект Червоної Калини відновилися старі плани з продовження трамвайної гілки до Осокорків по всьому лівому берегу Києва. На користь цих перспектив під час будівництва з'їзду з Подільського мостового переходу до вулиці  Петра Вершигори біля станції «Райдужний» у 90-метровому тунелі під залізницею була залишена трамвайна частина, через яку буде пролягати продовжена лінія до перспективної станції метро  «Райдужна», а у далекій перспективі до станцій метро «Лівобережна» і на Осокорки лінія швидкісного трамвая[джерело?].